# Adipocina
As adipocinas, ou adipocitocinas (do grego adipo-, gordura; citos-, célula; e -kinos, movimento), são citocinas (proteínas sinalizadoras celulares secretadas pelo tecido adiposo).
São consideradas adipocinas os seguintes elementos:
- Leptina
- Adiponectina
- Apelina[1]
- Quemerina[2][3]
- Interleucina-6 (IL-6)[4]
- Proteína quimiotáctica do monocito-1 (MCP-1)[5]
- Inibidor do ativador do plasminóxeno-1 (PAI-1)
- Proteína que se une ao retinol 4 (RBP4)
- Fator de necrose tumoral[6]
- Visfatina
- Omentina
- Vaspina (SERPINA12)
- Progranulina
- CTRP-4